# 同福寺 (北京)
同福寺是位于中国北京市西城区北玉带胡同的一座藏传佛教寺院，现已无存。

## 历史

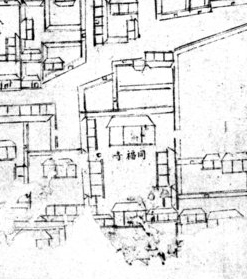
《乾隆京城全图》中的同福寺

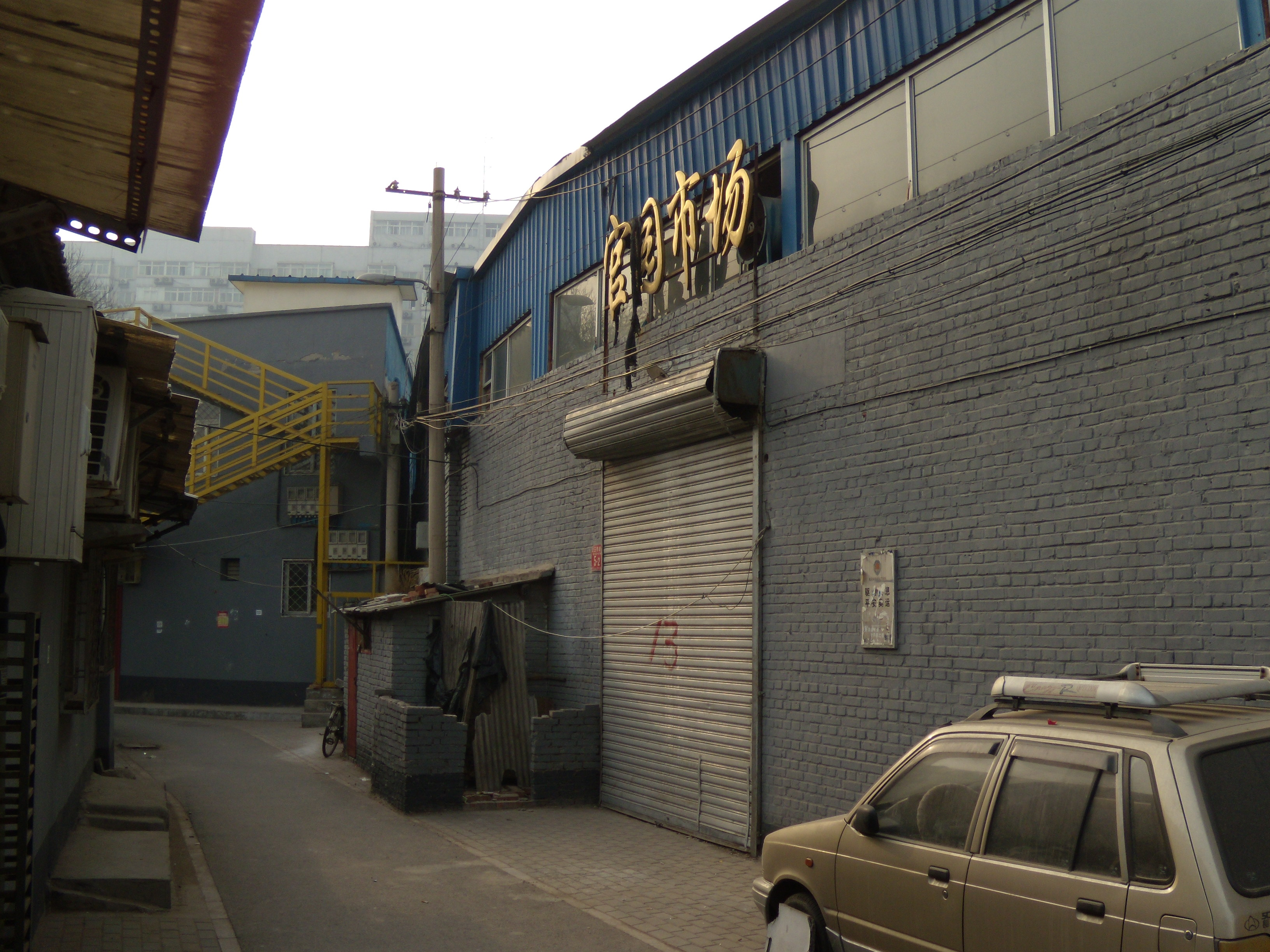
2013年拍摄的北玉带胡同内的官园市场旧址。原来同福寺就坐落于该胡同内。

同福寺是清朝雍正三年（1725年）勅建，以居番僧。该寺直到1940年代仍然为喇嘛庙，在开展佛事活动。释妙舟《蒙藏佛教史》载，“同福寺。在阜城门内迤北，岁久颓废，大殿圮为平地，前后二进亦破坏殆尽矣。寺内喇嘛额定十一名，住于寺之东偏僧寮三间内。”